# Мбенза, Ги
Ги Карель Мбенза Камболеке (фр. Guy Carel Mbenza Kamboleke; род. 1 апреля 2000, Браззавиль) — конголезский футболист, нападающий  саудовского клуба «Аль-Таи» и сборной Республики Конго.

## Клубная карьера
Первой командой в профессиональной карьере Мбензы был клуб «Пото-Пото» из конголезской Премьер-лиги, занявший по итогам сезона второе место. В январе 2017 года перешел в стан чемпионов — «Леопардс». В марте Мбенза со своим клубом принимал участие в квалификационном раунде Лиги чемпионов КАФ с эфиопским «Сент-Джорджем». В первой встрече Ги вышел на замену на 63-й минуте, а его команда потерпела поражение 0:1. В ответной игре в Аддис-Абебе Мбенза провёл на поле все 90 минут, но результативными действиями не отметился. «Леопардс» уступил со счётом 0:2 и в групповой этап не попал.
В декабре 2017 года Мбенза перешёл в «Ла Манку», а в середине 2018 года перебрался в «Отохо». По итогам сезона клуб стал чемпионом Конго и получил право участвовать в Лиге чемпионов КАФ 2018/2019, а Ги занял третье место в списке бомбардиров. В предварительном квалификационном раунде с ангольским «Примейру ди Агошту» на второй добавленной к основному времени минуте ответного матча забил гол, сравнявший счёт в двухматчевом противостоянии и выведший команду в следующую стадию. В матчах первого квалификационного раунда с зимбабвийским «Платинумом» Мбенза сыграл полностью оба матча, забив единственный мяч конголезцев. Игры закончились двумя ничьими (1:1 дома и 0:0 на выезде), что не позволило «Отохо» попасть в групповой этап.
29 декабря 2018 года Мбенза переехал в Тунис, подписав контракт со «Стад Тунизьеном». Дебют в новом чемпионате состоялся 3 февраля 2019 года в игре с «Монастиром», когда конголезец вышел на 66-й минуте на поле вместо Дайсама бен Насра. Уже в следующем матче Мбенза забил свой первый гол, сравняв на 93-й минуте счёт со «Стад Габесьеном». В декабре 2019 года в четырёх матчах забил 6 мячей, в том числе 3 гола в игре с «Этуаль дю Сахель». Успешная игра Мбенза привлекла к нему интерес ряда клубов, среди которых французские «Бордо», «Ренн» и «Нант», американский «Спортинг Канзас-Сити» и российские «Крылья Советов».
31 января 2020 года подписал контракт с «Серкль Брюгге» до июня 2022 года с возможностью продления ещё на два года. Сумма трансфера по данным Transfermarkt составила 450 тысяч евро.

## Карьера в сборной
За национальную сборную Конго дебютировал 11 января 2017 года в товарищеской игре с Сенегалом, выйдя на поле на 87-й минуте вместо Сезера Гандзе. 24 марта 2019 года был вызван на матч отборочного турнира Кубка африканских наций 2019 с Зимбабве. Мбенза появился на поле после перерыва, заменив в составе Принса Оньянге.

## Достижения
Леопардс
- Чемпион Конго: 2017
- Обладатель Кубка Конго: 2017

 Отохо
- Чемпион Конго: 2018/19

## Статистика выступлений

### Клубная статистика
| Выступление      | Выступление      | Выступление      | Лига | Лига | Кубки | Кубки | Конт.кубки | Конт.кубки | Итого | Итого |
| Клуб             | Лига             | Сезон            | Игры | Голы | Игры  | Голы  | Игры       | Голы       | Игры  | Голы  |
| ---------------- | ---------------- | ---------------- | ---- | ---- | ----- | ----- | ---------- | ---------- | ----- | ----- |
| Стад Тунизьен    | Лига 1           | 2018/19          | 13   | 5    | 1     | 0     | —          | —          | 14    | 5     |
| Стад Тунизьен    | Лига 1           | 2019/20          | 12   | 6    | 0     | 0     | —          | —          | 12    | 6     |
| Стад Тунизьен    | Итого            | Итого            | 25   | 11   | 1     | 0     | 0          | 0          | 26    | 11    |
| Серкль Брюгге    | Лига Жюпиле      | 2019/20          | 0    | 0    | 0     | 0     | 0          | 0          | 0     | 0     |
| Серкль Брюгге    | Лига Жюпиле      | 2020/21          | 2    | 2    | 0     | 0     | 0          | 0          | 2     | 2     |
| Серкль Брюгге    | Итого            | Итого            | 2    | 0    | 0     | 0     | 0          | 0          | 2     | 0     |
| Антверпен        | Лига Жюпиле      | 2020/21          | 0    | 0    | 0     | 0     | 0          | 0          | 0     | 0     |
| Антверпен        | Итого            | Итого            | 0    | 0    | 0     | 0     | 0          | 0          | 0     | 0     |
| Всего за карьеру | Всего за карьеру | Всего за карьеру | 27   | 13   | 1     | 0     | 0          | 0          | 28    | 13    |

### В сборной
| Матчи и голы Ги Мбенза за национальную сборную Республики Конго | Матчи и голы Ги Мбенза за национальную сборную Республики Конго | Матчи и голы Ги Мбенза за национальную сборную Республики Конго | Матчи и голы Ги Мбенза за национальную сборную Республики Конго | Матчи и голы Ги Мбенза за национальную сборную Республики Конго | Матчи и голы Ги Мбенза за национальную сборную Республики Конго |
| №                                                               | Дата                                                            | Оппонент                                                        | Счёт                                                            | Голы                                                            | Соревнование                                                    |
| --------------------------------------------------------------- | --------------------------------------------------------------- | --------------------------------------------------------------- | --------------------------------------------------------------- | --------------------------------------------------------------- | --------------------------------------------------------------- |
| 1                                                               | 11 января 2017                                                  | Сенегал                                                         | 0:2                                                             | 0                                                               | Товарищеский матч                                               |
| 2                                                               | 24 марта 2019                                                   | Зимбабве                                                        | 0:2                                                             | 0                                                               | Отборочные матчи КАН-2019                                       |

Итого:2 матча и 0 голов; 0 побед, 0 ничьих, 2 поражения.